# ラインラント

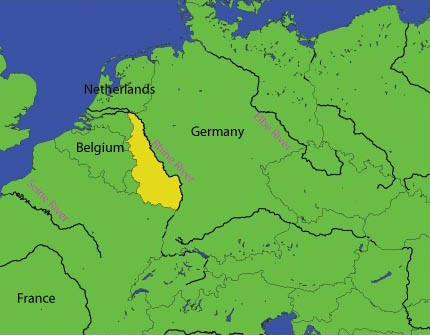
ラインラントの位置

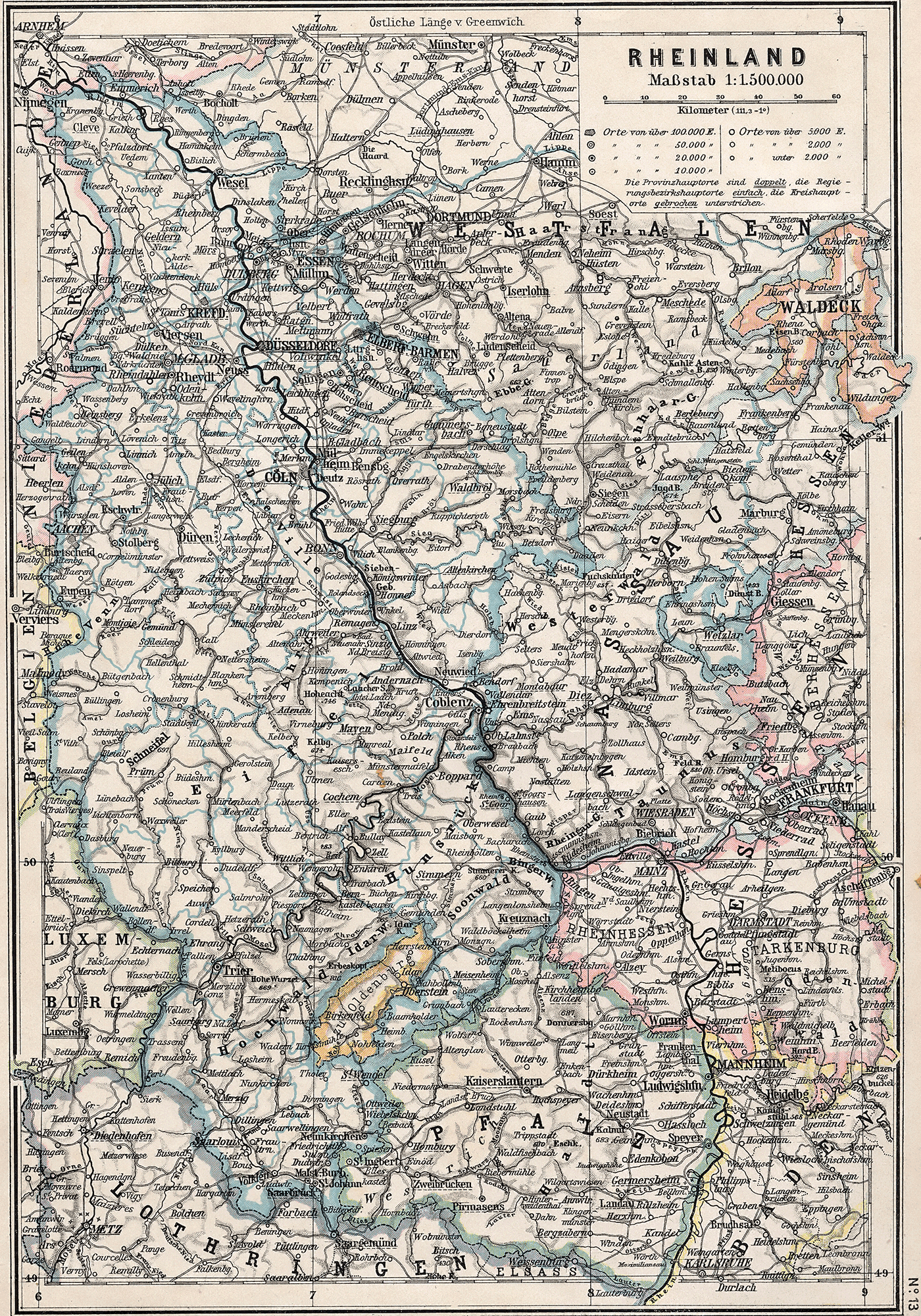
1905年のラインラント

ラインラント（Rheinland）は、ドイツ西部、ライン川沿岸の一帯を指す地方の名称。ラインラント＝プファルツ州のほぼ全域とノルトライン＝ヴェストファーレン州西部を中心に、ヘッセン州西部、バーデン＝ヴュルテンベルク州北部にまたがる。沿岸一帯といっても、南部の上流域であるアルザスやバーデン地方は含まず、カールスルーエ付近からオランダ国境付近までを指す。ベネルクス三国やフランスのロレーヌ地方に接し、西欧の経済・産業の一大中心地である。
フランク族発祥地ということもあって方言系統はフランク語系に属し、宗教的には比較的カトリックが強い。観光名所が集まり、ドイツワインの中心的産地としても世界的に知られる。

## 歴史
第四紀の更新世には、ネアンデルタール人がこの地域に分布していたが、ネアンデルタール人は、デュッセルドルフ近くのネアンデル谷から名付けられた。
古代ローマ帝国の時代から都市が建設され、ドイツでは最も古くから文明が栄えた地域でもある。ケルン、マインツなどの歴史ある都市が点在し、中世には神聖ローマ帝国を支える主要地域の一つであった。
その地域的重要性から、ルイ14世以来フランスの侵攻をたびたび受けた。ナポレオン戦争の際には、ライン川西岸一帯がフランスの占領下に降ることとなった。1815年のウィーン議定書によってプロイセン王国に割譲され、1822年よりラインラント県がおかれた。周辺地域の豊富な地下資源とライン川による物流という地理的優位性から、ドイツにおける工業化の中心地となり、1871年のドイツ帝国成立後も工業地帯として発展した。第一次世界大戦後のパリ講和会議によって成立したヴェルサイユ条約で、ラインラントの非武装化が定められた。
その後、1925年のロカルノ条約によって、再びこの地が非武装地帯であることが確認されたが、1933年に成立したヒトラー政権のもとでヴェルサイユ条約、ロカルノ条約が破棄され、1936年3月7日にドイツ軍がラインラントに進駐した。現在は、ラインラント＝プファルツ州、ヘッセン州、ノルトライン＝ヴェストファーレン州などにまたがる一地域となっている。

## 主な都市
- シュパイアー
- カールスルーエ
- マンハイム
- マインツ
- ヴィースバーデン
- コブレンツ
- トリーア
- ボン
- アーヘン
- ケルン
- デュッセルドルフ